# Hitchin
Hitchin és una ciutat del comtat de Hertfordshire, Anglaterra, que el 2011 tenia 33.352 habitants.